# (5017) Tenchi
(5017) Tenchi est un astéroïde de la ceinture principale.

## Description
(5017) Tenchi est un astéroïde de la ceinture principale. Il fut découvert le 18 février 1977 à Kiso par Hiroki Kosai et Kiichiro Hurukawa. Il présente une orbite caractérisée par un demi-grand axe de 3,15 UA, une excentricité de 0,08 et une inclinaison de 16,2° par rapport à l'écliptique.

## Compléments